# Akte X – Die unheimlichen Fälle des FBI/Episodenliste

US-Logo zur Serie

Diese Episodenliste enthält alle Episoden der US-amerikanischen Fernsehserie Akte X – Die unheimlichen Fälle des FBI in der Reihenfolge ihrer Erstausstrahlung. Zwischen 1993 und 2002 entstanden in neun Staffeln 202 Episoden. Seit 2016 folgten bisher zwei weitere Staffeln mit sechs und zehn Episoden.

## Übersicht
|         |          | Erstausstrahlung USA | Erstausstrahlung USA | Deutschsprachige Erstausstrahlung | Deutschsprachige Erstausstrahlung |
| Staffel | Episoden | Staffelstart         | Staffelfinale        | Staffelstart                      | Staffelfinale                     |
| ------- | -------- | -------------------- | -------------------- | --------------------------------- | --------------------------------- |
| 1       | 24       | 10. Sep. 1993        | 13. Mai 1994         | 5. Sep. 1994                      | 3. März 1995                      |
| 2       | 25       | 16. Sep. 1994        | 19. Mai 1995         | 7. Sep. 1995                      | 2. Mai 1996                       |
| 3       | 24       | 22. Sep. 1995        | 17. Mai 1996         | 24. Okt. 1996                     | 27. März 1997                     |
| 4       | 24       | 4. Okt. 1996         | 18. Mai 1997         | 14. Sep. 1997                     | 1. März 1998                      |
| 5       | 20       | 2. Nov. 1997         | 17. Mai 1998         | 14. Sep. 1998                     | 22. Feb. 1999                     |
| 6       | 22       | 8. Nov. 1998         | 16. Mai 1999         | 20. Sep. 1999                     | 21. Feb. 2000                     |
| 7       | 22       | 7. Nov. 1999         | 21. Mai 2000         | 9. Okt. 2000                      | 19. März 2001                     |
| 8       | 21       | 5. Nov. 2000         | 20. Mai 2001         | 25. Sep. 2001                     | 25. Feb. 2002                     |
| 9       | 20       | 11. Nov. 2001        | 19. Mai 2002         | 14. Okt. 2002                     | 24. Feb. 2003                     |
| 10      | 6        | 24. Jan. 2016        | 22. Feb. 2016        | 3. Feb. 2016                      | 8. März 2016                      |
| 11      | 10       | 3. Jan. 2018         | 21. März 2018        | 28. Feb. 2018                     | 18. Apr. 2018                     |

## Staffel 1
Die Erstausstrahlung der ersten Staffel war vom 10. September 1993 bis zum 13. Mai 1994 auf dem US-amerikanischen Sender Fox zu sehen. Die deutschsprachige Erstausstrahlung sendete der deutsche Free-TV-Sender ProSieben vom 5. September 1994 bis zum 3. März 1995.
| Nr. (ges.) | Nr. (St.) | Deutscher Titel       | Originaltitel        | Erstausstrahlung USA | Deutschsprachige Erstausstrahlung (D) | Regie            | Drehbuch                       |
| ---------- | --------- | --------------------- | -------------------- | -------------------- | ------------------------------------- | ---------------- | ------------------------------ |
| 1          | 1         | Gezeichnet            | Pilot                | 10. Sep. 1993        | 5. Sep. 1994                          | Robert Mandel    | Chris Carter                   |
| 2          | 2         | Die Warnung           | Deep Throat          | 17. Sep. 1993        | 12. Sep. 1994                         | Daniel Sackheim  | Chris Carter                   |
| 3          | 3         | Das Nest              | Squeeze              | 24. Sep. 1993        | 19. Sep. 1994                         | Harry Longstreet | Glen Morgan, James Wong        |
| 4          | 4         | Signale               | Conduit              | 1. Okt. 1993         | 26. Sep. 1994                         | Daniel Sackheim  | Alex Gansa, Howard Gordon      |
| 5          | 5         | Der Teufel von Jersey | The Jersey Devil     | 8. Okt. 1993         | 10. Okt. 1994                         | Joe Napolitano   | Chris Carter                   |
| 6          | 6         | Schatten              | Shadows              | 22. Okt. 1993        | 17. Okt. 1994                         | Michael Katleman | Glen Morgan, James Wong        |
| 7          | 7         | Die Maschine          | Ghost in the Machine | 29. Okt. 1993        | 24. Okt. 1994                         | Jerrold Freedman | Alex Gansa, Howard Gordon      |
| 8          | 8         | Eis                   | Ice                  | 5. Nov. 1993         | 31. Okt. 1994                         | David Nutter     | Glen Morgan, James Wong        |
| 9          | 9         | Besessen              | Space                | 12. Nov. 1993        | 7. Nov. 1994                          | William Graham   | Chris Carter                   |
| 10         | 10        | Gefallener Engel      | Fallen Angel         | 19. Nov. 1993        | 14. Nov. 1994                         | Larry Shaw       | Howard Gordon, Alex Gansa      |
| 11         | 11        | Eve                   | Eve                  | 10. Dez. 1993        | 21. Nov. 1994                         | Fred Gerber      | Kenneth Biller, Chris Brancato |
| 12         | 12        | Feuer                 | Fire                 | 17. Dez. 1993        | 28. Nov. 1994                         | Larry Shaw       | Chris Carter                   |
| 13         | 13        | Die Botschaft         | Beyond the Sea       | 7. Jan. 1994         | 5. Dez. 1994                          | David Nutter     | Glen Morgan, James Wong        |
| 14         | 14        | Verlockungen          | Gender Bender        | 21. Jan. 1994        | 12. Dez. 1994                         | Rob Bowman       | Larry Barber, Paul Barber      |
| 15         | 15        | Lazarus               | Lazarus              | 4. Feb. 1994         | 19. Dez. 1994                         | David Nutter     | Alex Gansa, Howard Gordon      |
| 16         | 16        | Ewige Jugend          | Young at Heart       | 11. Feb. 1994        | 13. Jan. 1995                         | Michael Lange    | Scott Kaufer, Chris Carter     |
| 17         | 17        | Täuschungsmanöver     | E.B.E.               | 18. Feb. 1994        | 20. Jan. 1995                         | William Graham   | Glen Morgan, James Wong        |
| 18         | 18        | Der Wunderheiler      | Miracle Man          | 18. März 1994        | 27. Jan. 1995                         | Michael Lange    | Chris Carter, Howard Gordon    |
| 19         | 19        | Verwandlungen         | Shapes               | 1. Apr. 1994         | 3. Feb. 1995                          | David Nutter     | Marilyn Osborn                 |
| 20         | 20        | Der Kokon             | Darkness Falls       | 15. Apr. 1994        | 10. Feb. 1995                         | Joe Napolitano   | Chris Carter                   |
| 21         | 21        | Ein neues Nest        | Tooms                | 22. Apr. 1994        | 17. Feb. 1995                         | David Nutter     | Glen Morgan, James Wong        |
| 22         | 22        | Wiedergeboren         | Born Again           | 29. Apr. 1994        | 24. Feb. 1995                         | Jerrold Freedman | Howard Gordon, Alex Gansa      |
| 23         | 23        | Roland                | Roland               | 6. Mai 1994          | 3. März 1995                          | David Nutter     | Chris Ruppenthal               |
| 24         | 24        | Das Labor             | The Erlenmeyer Flask | 13. Mai 1994         | 3. März 1995                          | R. W. Goodwin    | Chris Carter                   |

## Staffel 2
Die Erstausstrahlung der zweiten Staffel war vom 16. September 1994 bis zum 19. Mai 1995 auf dem US-amerikanischen Sender Fox zu sehen. Die deutschsprachige Erstausstrahlung sendete der deutsche Free-TV-Sender ProSieben vom 7. September 1995 bis zum 2. Mai 1996.
| Nr. (ges.) | Nr. (St.) | Deutscher Titel                  | Originaltitel         | Erstausstrahlung USA | Deutschsprachige Erstausstrahlung (D) | Regie               | Drehbuch                                         |
| ---------- | --------- | -------------------------------- | --------------------- | -------------------- | ------------------------------------- | ------------------- | ------------------------------------------------ |
| 25         | 1         | Kontakt                          | Little Green Men      | 16. Sep. 1994        | 7. Sep. 1995                          | David Nutter        | Glen Morgan, James Wong                          |
| 26         | 2         | Der Parasit                      | The Host              | 23. Sep. 1994        | 14. Sep. 1995                         | Daniel Sackheim     | Chris Carter                                     |
| 27         | 3         | Blut                             | Blood                 | 30. Sep. 1994        | 21. Sep. 1995                         | David Nutter        | Glen Morgan, James Wong; Idee: Darin Morgan      |
| 28         | 4         | Schlaflos                        | Sleepless             | 7. Okt. 1994         | 28. Sep. 1995                         | Rob Bowman          | Howard Gordon                                    |
| 29         | 5         | Unter Kontrolle – Teil 1         | Duane Barry (1)       | 14. Okt. 1994        | 5. Okt. 1995                          | Chris Carter        | Chris Carter                                     |
| 30         | 6         | Seilbahn zu den Sternen – Teil 2 | Ascension (2)         | 21. Okt. 1994        | 12. Okt. 1995                         | Michael Lange       | Paul Brown                                       |
| 31         | 7         | Drei                             | 3                     | 4. Nov. 1994         | 19. Okt. 1995                         | David Nutter        | Chris Ruppenthal, Glen Morgan, James Wong        |
| 32         | 8         | An der Grenze                    | One Breath            | 11. Nov. 1994        | 26. Okt. 1995                         | R. W. Goodwin       | Glen Morgan, James Wong                          |
| 33         | 9         | Der Vulkan                       | Firewalker            | 18. Nov. 1994        | 2. Nov. 1995                          | David Nutter        | Howard Gordon                                    |
| 34         | 10        | Rotes Museum                     | Red Museum            | 9. Dez. 1994         | 9. Nov. 1995                          | Win Phelps          | Chris Carter                                     |
| 35         | 11        | Excelsis Dei                     | Excelsis Dei          | 16. Dez. 1994        | 16. Nov. 1995                         | Stephen Surjik      | Paul Brown                                       |
| 36         | 12        | Böse geboren                     | Aubrey                | 6. Jan. 1995         | 23. Nov. 1995                         | Rob Bowman          | Sara B. Charno                                   |
| 37         | 13        | Todestrieb                       | Irresistible          | 13. Jan. 1995        | 30. Nov. 1995                         | David Nutter        | Chris Carter                                     |
| 38         | 14        | Satan                            | Die Hand die verletzt | 27. Jan. 1995        | 7. Dez. 1995                          | Kim Manners         | Glen Morgan, James Wong                          |
| 39         | 15        | Frische Knochen                  | Fresh Bones           | 3. Feb. 1995         | 14. Dez. 1995                         | Rob Bowman          | Howard Gordon                                    |
| 40         | 16        | Die Kolonie – Teil 1             | Colony (1)            | 10. Feb. 1995        | 21. Dez. 1995                         | Nick Marck          | Chris Carter, Idee: David Duchovny, Chris Carter |
| 41         | 17        | Die Kolonie – Teil 2             | End Game (2)          | 17. Feb. 1995        | 28. Dez. 1995                         | Rob Bowman          | Frank Spotnitz                                   |
| 42         | 18        | Sophie                           | Fearful Symmetry      | 24. Feb. 1995        | 4. Jan. 1996                          | James Whitmore, Jr. | Steve De Jarnatt                                 |
| 43         | 19        | Totenstille                      | Dod Kalm              | 10. März 1995        | 11. Jan. 1996                         | Rob Bowman          | Howard Gordon, Alex Gansa; Idee: Howard Gordon   |
| 44         | 20        | Der Zirkus                       | Humbug                | 31. März 1995        | 18. Jan. 1996                         | Kim Manners         | Darin Morgan                                     |
| 45         | 21        | Heilige Asche                    | The Calusari          | 14. Apr. 1995        | 26. Feb. 1996                         | Michael Vejar       | Sara B. Charno                                   |
| 46         | 22        | Verseucht                        | F. Emasculata         | 28. Apr. 1995        | 25. Jan. 1996                         | Rob Bowman          | Chris Carter, Howard Gordon                      |
| 47         | 23        | Das Experiment                   | Soft Light            | 5. Mai 1995          | 1. Feb. 1996                          | James A. Contner    | Vince Gilligan                                   |
| 48         | 24        | Unsere kleine Stadt              | Our Town              | 12. Mai 1995         | 8. Feb. 1996                          | Rob Bowman          | Frank Spotnitz                                   |
| 49         | 25        | Anasazi – Teil 1                 | Anasazi (1)           | 19. Mai 1995         | 2. Mai 1996                           | R. W. Goodwin       | Chris Carter, Idee: David Duchovny, Chris Carter |

## Staffel 3
Die Erstausstrahlung der dritten Staffel war vom 22. September 1995 bis zum 17. Mai 1996 auf dem US-amerikanischen Sender Fox zu sehen. Die deutschsprachige Erstausstrahlung sendete der deutsche Free-TV-Sender ProSieben vom 24. Oktober 1996 bis zum 2. März 1997.
| Nr. (ges.) | Nr. (St.) | Deutscher Titel                      | Originaltitel                   | Erstausstrahlung USA | Deutschsprachige Erstausstrahlung (D) | Regie            | Drehbuch                                           |
| ---------- | --------- | ------------------------------------ | ------------------------------- | -------------------- | ------------------------------------- | ---------------- | -------------------------------------------------- |
| 50         | 1         | Das Ritual – Teil 2                  | The Blessing Way (2)            | 22. Sep. 1995        | 24. Okt. 1996                         | R. W. Goodwin    | Chris Carter                                       |
| 51         | 2         | Verschwörung des Schweigens – Teil 3 | Paper Clip (3)                  | 29. Sep. 1995        | 31. Okt. 1996                         | Rob Bowman       | Chris Carter                                       |
| 52         | 3         | Blitzschlag                          | D.P.O.                          | 6. Okt. 1995         | 7. Nov. 1996                          | Kim Manners      | Howard Gordon                                      |
| 53         | 4         | Der Hellseher                        | Clyde Bruckman's Final Repose   | 13. Okt. 1995        | 14. Nov. 1996                         | David Nutter     | Darin Morgan                                       |
| 54         | 5         | Die Liste                            | The List                        | 20. Okt. 1995        | 27. Feb. 1997                         | Chris Carter     | Chris Carter                                       |
| 55         | 6         | Fett                                 | 2Shy                            | 3. Nov. 1995         | 6. März 1997                          | David Nutter     | Jeffrey Vlaming                                    |
| 56         | 7         | Der zweite Körper                    | The Walk                        | 10. Nov. 1995        | 21. Nov. 1996                         | Rob Bowman       | John Shiban                                        |
| 57         | 8         | Parallele                            | Oubliette                       | 17. Nov. 1995        | 13. März 1997                         | Kim Manners      | Charles Grant                                      |
| 58         | 9         | Die Autopsie – Teil 1                | Nisei (1)                       | 24. Nov. 1995        | 23. Jan. 1997                         | David Nutter     | Chris Carter, Howard Gordon, Frank Spotnitz        |
| 59         | 10        | Der Zug – Teil 2                     | 731 (2)                         | 1. Dez. 1995         | 30. Jan. 1997                         | Rob Bowman       | Frank Spotnitz                                     |
| 60         | 11        | Offenbarung                          | Revelations                     | 15. Dez. 1995        | 28. Nov. 1996                         | David Nutter     | Kim Newton                                         |
| 61         | 12        | Krieg der Koprophagen                | War of the Coprophages          | 5. Jan. 1996         | 5. Dez. 1996                          | Kim Manners      | Darin Morgan                                       |
| 62         | 13        | Energie                              | Syzygy                          | 26. Jan. 1996        | 12. Dez. 1996                         | Rob Bowman       | Chris Carter                                       |
| 63         | 14        | Groteske                             | Grotesque                       | 2. Feb. 1996         | 20. März 1997                         | Kim Manners      | Howard Gordon                                      |
| 64         | 15        | Der Feind – Teil 1                   | Piper Maru (1)                  | 9. Feb. 1996         | 19. Dez. 1996                         | Rob Bowman       | Frank Spotnitz, Chris Carter                       |
| 65         | 16        | Der Feind – Teil 2                   | Apocrypha (2)                   | 16. Feb. 1996        | 2. Jan. 1997                          | Kim Manners      | Frank Spotnitz, Chris Carter                       |
| 66         | 17        | Mein Wille sei dein Wille            | Pusher                          | 23. Feb. 1996        | 9. Jan. 1997                          | Rob Bowman       | Vince Gilligan                                     |
| 67         | 18        | Der Fluch                            | Teso Dos Bichos                 | 8. März 1996         | 16. Jan. 1997                         | Kim Manners      | John Shiban                                        |
| 68         | 19        | Höllengeld                           | Hell Money                      | 29. März 1996        | 6. Feb. 1997                          | Tucker Gates     | Jeffrey Vlaming                                    |
| 69         | 20        | Andere Wahrheiten                    | Jose Chung’s 'From Outer Space' | 12. Apr. 1996        | 13. Feb. 1997                         | Rob Bowman       | Darin Morgan                                       |
| 70         | 21        | Heimsuchung                          | Avatar                          | 26. Apr. 1996        | 20. Feb. 1997                         | James Charleston | Howard Gordon, Idee: David Duchovny, Howard Gordon |
| 71         | 22        | Der See                              | Quagmire                        | 3. Mai 1996          | 27. Feb. 1997                         | Kim Manners      | Darin Morgan                                       |
| 72         | 23        | Ferngesteuert                        | Wetwired                        | 10. Mai 1996         | 6. März 1997                          | Rob Bowman       | Mat Beck                                           |
| 73         | 24        | Der Tag steht schon fest – Teil 1    | Talitha Cumi (1)                | 17. Mai 1996         | 27. März 1997                         | R. W. Goodwin    | Chris Carter, Idee: David Duchovny, Chris Carter   |

## Staffel 4
Die Erstausstrahlung der vierten Staffel war vom 4. Oktober 1996 bis zum 18. Mai 1997 auf dem US-amerikanischen Sender Fox zu sehen. Die deutschsprachige Erstausstrahlung sendete der deutsche Free-TV-Sender ProSieben vom 14. September 1997 bis zum 2. März 1998.
| Nr. (ges.) | Nr. (St.) | Deutscher Titel                       | Originaltitel                      | Erstausstrahlung USA | Deutschsprachige Erstausstrahlung (D) | Regie            | Drehbuch                                         |
| ---------- | --------- | ------------------------------------- | ---------------------------------- | -------------------- | ------------------------------------- | ---------------- | ------------------------------------------------ |
| 74         | 1         | Herrenvolk – Teil 2                   | Herrenvolk (2)                     | 4. Okt. 1996         | 14. Sep. 1997                         | R. W. Goodwin    | Chris Carter                                     |
| 75         | 2         | Blutschande                           | Home                               | 11. Okt. 1996        | 29. Dez. 1997                         | Kim Manners      | Glen Morgan, James Wong                          |
| 76         | 3         | Teliko                                | Teliko                             | 18. Okt. 1996        | 21. Sep. 1997                         | James Charleston | Howard Gordon                                    |
| 77         | 4         | Unruhe                                | Unruhe                             | 27. Okt. 1996        | 28. Sep. 1997                         | Rob Bowman       | Vince Gilligan                                   |
| 78         | 5         | Rückkehr der Seelen                   | The Field Where I Died             | 3. Nov. 1996         | 5. Okt. 1997                          | Rob Bowman       | Glen Morgan, James Wong                          |
| 79         | 6         | Hexensabbat                           | Sanguinarium                       | 10. Nov. 1996        | 12. Okt. 1997                         | Kim Manners      | Valerie Mayhew, Vivian Mayhew                    |
| 80         | 7         | Gedanken des geheimnisvollen Rauchers | Musings of a Cigarette Smoking Man | 17. Nov. 1996        | 19. Okt. 1997                         | James Wong       | Glen Morgan                                      |
| 81         | 8         | Tunguska – Teil 1                     | Tunguska (1)                       | 24. Nov. 1996        | 8. Nov. 1997                          | Kim Manners      | Frank Spotnitz, Chris Carter                     |
| 82         | 9         | Tunguska – Teil 2                     | Terma (2)                          | 1. Dez. 1996         | 8. Nov. 1997                          | Rob Bowman       | Frank Spotnitz, Chris Carter                     |
| 83         | 10        | Die Sammlung                          | Paper Hearts                       | 15. Dez. 1996        | 9. Nov. 1997                          | Rob Bowman       | Vince Gilligan                                   |
| 84         | 11        | Der Chupacabra                        | El Mundo Gira                      | 12. Jan. 1997        | 26. Okt. 1997                         | Tucker Gates     | John Shiban                                      |
| 85         | 12        | Leonard Betts                         | Leonard Betts                      | 26. Jan. 1997        | 16. Nov. 1997                         | Kim Manners      | Vince Gilligan, John Shiban, Frank Spotnitz      |
| 86         | 13        | Mutterkorn                            | Never Again                        | 2. Feb. 1997         | 23. Nov. 1997                         | Rob Bowman       | Glen Morgan, James Wong                          |
| 87         | 14        | Memento Mori                          | Memento Mori                       | 9. Feb. 1997         | 30. Nov. 1997                         | Rob Bowman       | Chris Carter, Vince Gilligan, John Shiban        |
| 88         | 15        | Der Golem                             | Kaddish                            | 16. Feb. 1997        | 2. Nov. 1997                          | Kim Manners      | Howard Gordon                                    |
| 89         | 16        | Unsichtbar                            | Unrequited                         | 23. Feb. 1997        | 7. Dez. 1997                          | Michael Lange    | Howard Gordon, Chris Carter; Idee: Howard Gordon |
| 90         | 17        | Tempus Fugit – Teil 1                 | Tempus Fugit (1)                   | 16. März 1997        | 14. Dez. 1997                         | Rob Bowman       | Chris Carter, Frank Spotnitz                     |
| 91         | 18        | Tempus Fugit – Teil 2                 | Max (2)                            | 23. März 1997        | 21. Dez. 1997                         | Kim Manners      | Chris Carter, Frank Spotnitz                     |
| 92         | 19        | Rückkehr aus der Zukunft              | Synchrony                          | 13. Apr. 1997        | 11. Jan. 1998                         | James Charleston | Howard Gordon, David Greenwalt                   |
| 93         | 20        | Ein unbedeutender Niemand             | Small Potatoes                     | 20. Apr. 1997        | 18. Jan. 1998                         | Cliff Bole       | Vince Gilligan                                   |
| 94         | 21        | Der Pakt mit dem Teufel               | Zero Sum                           | 27. Apr. 1997        | 25. Jan. 1998                         | Kim Manners      | Howard Gordon, Frank Spotnitz                    |
| 95         | 22        | Todes-Omen                            | Elegy                              | 4. Mai 1997          | 8. Feb. 1998                          | James Charleston | John Shiban                                      |
| 96         | 23        | Dämonen                               | Demons                             | 11. Mai 1997         | 22. Feb. 1998                         | Kim Manners      | R. W. Goodwin                                    |
| 97         | 24        | Gethsemane                            | Gethsemane                         | 18. Mai 1997         | 1. März 1998                          | R. W. Goodwin    | Chris Carter                                     |

## Staffel 5
Die Erstausstrahlung der fünften Staffel war vom 2. November 1997 bis zum 17. Mai 1998 auf dem US-amerikanischen Sender Fox zu sehen. Die deutschsprachige Erstausstrahlung sendete der deutsche Free-TV-Sender ProSieben vom 14. September 1998 bis zum 22. Februar 1999.
| Nr. (ges.) | Nr. (St.) | Deutscher Titel             | Originaltitel             | Erstausstrahlung USA | Deutschsprachige Erstausstrahlung (D) | Regie             | Drehbuch                                                  |
| ---------- | --------- | --------------------------- | ------------------------- | -------------------- | ------------------------------------- | ----------------- | --------------------------------------------------------- |
| 98         | 1         | Redux – Teil 1              | Redux (1)                 | 2. Nov. 1997         | 14. Sep. 1998                         | R. W. Goodwin     | Chris Carter                                              |
| 99         | 2         | Redux – Teil 2              | Redux (2)                 | 9. Nov. 1997         | 21. Sep. 1998                         | Kim Manners       | Chris Carter                                              |
| 100        | 3         | Die unüblichen Verdächtigen | Unusual Suspects          | 16. Nov. 1997        | 28. Sep. 1998                         | Kim Manners       | Vince Gilligan                                            |
| 101        | 4         | Vom Erdboden verschluckt    | Detour                    | 23. Nov. 1997        | 5. Okt. 1998                          | Brett Dowler      | Frank Spotnitz                                            |
| 102        | 5         | Der große Mutato            | Post-Modern Prometheus    | 30. Nov. 1997        | 15. Okt. 1998                         | Chris Carter      | Chris Carter                                              |
| 103        | 6         | Emily – Teil 1              | Christmas Carol (1)       | 7. Dez. 1997         | 19. Okt. 1998                         | Peter Markle      | Vince Gilligan, John Shiban, Frank Spotnitz               |
| 104        | 7         | Emily – Teil 2              | Emily (2)                 | 14. Dez. 1997        | 26. Okt. 1998                         | Kim Manners       | Vince Gilligan, John Shiban, Frank Spotnitz               |
| 105        | 8         | Kitsunegari                 | Kitsunegari               | 4. Jan. 1998         | 12. Okt. 1998                         | Daniel Sackheim   | Vince Gilligan, Tim Minear                                |
| 106        | 9         | Die Wurzeln des Bösen       | Schizogeny                | 11. Jan. 1998        | 2. Nov. 1998                          | Ralph Hemecker    | Jessica Scott, Mike Wollaeger                             |
| 107        | 10        | Ein Spiel                   | Chinga                    | 8. Feb. 1998         | 9. Nov. 1998                          | Kim Manners       | Stephen King, Chris Carter                                |
| 108        | 11        | Kill Switch                 | Kill Switch               | 15. Feb. 1998        | 16. Nov. 1998                         | Rob Bowman        | William Gibson, Tom Maddox                                |
| 109        | 12        | Böses Blut                  | Bad Blood                 | 22. Feb. 1998        | 23. Nov. 1998                         | Cliff Bole        | Vince Gilligan                                            |
| 110        | 13        | Cassandra – Teil 1          | Patient X (1)             | 1. März 1998         | 30. Nov. 1998                         | Kim Manners       | Chris Carter, Frank Spotnitz                              |
| 111        | 14        | Cassandra – Teil 2          | The Red and the Black (2) | 8. März 1998         | 7. Dez. 1998                          | Chris Carter      | Chris Carter, Frank Spotnitz                              |
| 112        | 15        | Gute Patrioten              | Travelers                 | 29. März 1998        | 18. Jan. 1999                         | William A. Graham | John Shiban, Frank Spotnitz                               |
| 113        | 16        | Das innere Auge             | Mind’s Eye                | 19. Apr. 1998        | 25. Jan. 1999                         | Kim Manners       | Tim Minear                                                |
| 114        | 17        | Alle Seelen                 | All Souls                 | 26. Apr. 1998        | 1. Feb. 1999                          | Allen Coulter     | Frank Spotnitz, John Shiban; Idee: Billy Brown, Dan Angel |
| 115        | 18        | Die Pine-Bluff-Variante     | The Pine Bluff Variant    | 3. Mai 1998          | 8. Feb. 1999                          | Rob Bowman        | John Shiban                                               |
| 116        | 19        | Folie à Deux                | Folie à Deux              | 10. Mai 1998         | 15. Feb. 1999                         | Kim Manners       | Vince Gilligan                                            |
| 117        | 20        | Das Ende                    | The End                   | 17. Mai 1998         | 22. Feb. 1999                         | R. W. Goodwin     | Chris Carter                                              |

## Staffel 6
Die Erstausstrahlung der sechsten Staffel war vom 8. November 1998 bis zum 16. Mai 1999 auf dem US-amerikanischen Sender Fox zu sehen. Die deutschsprachige Erstausstrahlung sendete der deutsche Free-TV-Sender ProSieben vom 20. September 1999 bis zum 21. Februar 2000.
| Nr. (ges.) | Nr. (St.) | Deutscher Titel           | Originaltitel                  | Erstausstrahlung USA | Deutschsprachige Erstausstrahlung (D) | Regie           | Drehbuch                                          |
| ---------- | --------- | ------------------------- | ------------------------------ | -------------------- | ------------------------------------- | --------------- | ------------------------------------------------- |
| 118        | 1         | Der Anfang                | The Beginning                  | 8. Nov. 1998         | 20. Sep. 1999                         | Kim Manners     | Chris Carter                                      |
| 119        | 2         | Die Fahrt                 | Drive                          | 15. Nov. 1998        | 27. Sep. 1999                         | Rob S. Bowman   | Vince Gilligan                                    |
| 120        | 3         | Im Bermuda-Dreieck        | Triangle                       | 22. Nov. 1998        | 4. Okt. 1999                          | Chris Carter    | Chris Carter                                      |
| 121        | 4         | Dreamland – Teil 1        | Dreamland (1)                  | 29. Nov. 1998        | 11. Okt. 1999                         | Rob S. Bowman   | Vince Gilligan, John Shiban, Frank Spotnitz       |
| 122        | 5         | Dreamland – Teil 2        | Dreamland (2)                  | 6. Dez. 1998         | 18. Okt. 1999                         | Michael Watkins | Vince Gilligan, John Shiban, Frank Spotnitz       |
| 123        | 6         | Die Geister, die ich rief | How the Ghosts Stole Christmas | 13. Dez. 1998        | 20. Dez. 1999                         | Chris Carter    | Chris Carter                                      |
| 124        | 7         | Zeit der Zärtlichkeit     | Terms of Endearment            | 3. Jan. 1999         | 25. Okt. 1999                         | Rob S. Bowman   | David Amann                                       |
| 125        | 8         | Der Regenmacher           | Rain King                      | 10. Jan. 1999        | 8. Nov. 1999                          | Kim Manners     | Jeffrey Bell                                      |
| 126        | 9         | S.R. 819                  | S.R. 819                       | 17. Jan. 1999        | 15. Nov. 1999                         | Daniel Sackheim | John Shiban                                       |
| 127        | 10        | Tithonus                  | Tithonus                       | 24. Jan. 1999        | 22. Nov. 1999                         | Michael Watkins | Vince Gilligan                                    |
| 128        | 11        | Zwei Väter – Teil 1       | Two Fathers (1)                | 7. Feb. 1999         | 29. Nov. 1999                         | Kim Manners     | Chris Carter, Frank Spotnitz                      |
| 129        | 12        | Ein Sohn – Teil 2         | One Son (2)                    | 14. Feb. 1999        | 6. Dez. 1999                          | Rob S. Bowman   | Chris Carter, Frank Spotnitz                      |
| 130        | 13        | Aqua Mala                 | Agua Mala                      | 21. Feb. 1999        | 13. Dez. 1999                         | Rob S. Bowman   | David Amann                                       |
| 131        | 14        | Montag                    | Monday                         | 28. Feb. 1999        | 27. Dez. 1999                         | Kim Manners     | Vince Gilligan, John Shiban                       |
| 132        | 15        | Arkadien                  | Arcadia                        | 7. März 1999         | 3. Jan. 2000                          | Michael Watkins | Daniel Arkin                                      |
| 133        | 16        | Alpha                     | Alpha                          | 28. März 1999        | 10. Jan. 2000                         | Peter Markle    | Jeffrey Bell                                      |
| 134        | 17        | Trevor                    | Trevor                         | 11. Apr. 1999        | 17. Jan. 2000                         | Rob S. Bowman   | Jim Guttridge, Ken Hawryliw                       |
| 135        | 18        | Milagro                   | Milagro                        | 18. Apr. 1999        | 24. Jan. 2000                         | Kim Manners     | Chris Carter, Idee: John Shiban, Frank Spotnitz   |
| 136        | 19        | Ex                        | The Unnatural                  | 25. Apr. 1999        | 31. Jan. 2000                         | David Duchovny  | David Duchovny                                    |
| 137        | 20        | Suzanne                   | Three of a Kind                | 2. Mai 1999          | 7. Feb. 2000                          | Bryan Spicer    | Vince Gilligan, John Shiban                       |
| 138        | 21        | Sporen                    | Field Trip (aka: „Lies“)       | 9. Mai 1999          | 14. Feb. 2000                         | Kim Manners     | John Shiban, Vince Gilligan; Idee: Frank Spotnitz |
| 139        | 22        | Artefakte                 | Biogenesis (aka: „Plans“)      | 16. Mai 1999         | 21. Feb. 2000                         | Rob S. Bowman   | Chris Carter, Frank Spotnitz                      |

## Staffel 7
Die Erstausstrahlung der siebten Staffel war vom 7. November 1999 bis zum 21. Mai 2000 auf dem US-amerikanischen Sender Fox zu sehen. Die deutschsprachige Erstausstrahlung sendete der deutsche Free-TV-Sender ProSieben vom 9. Oktober 2000 bis zum 19. März 2001.
| Nr. (ges.) | Nr. (St.) | Deutscher Titel                  | Originaltitel            | Erstausstrahlung USA | Deutschsprachige Erstausstrahlung (D) | Regie            | Drehbuch                                    |
| ---------- | --------- | -------------------------------- | ------------------------ | -------------------- | ------------------------------------- | ---------------- | ------------------------------------------- |
| 140        | 1         | Böse Zeichen – Teil 1            | The Sixth Extinction (1) | 7. Nov. 1999         | 9. Okt. 2000                          | Kim Manners      | Chris Carter                                |
| 141        | 2         | Tausend Stimmen – Teil 2         | The Sixth Extinction (2) | 14. Nov. 1999        | 16. Okt. 2000                         | Michael Watkins  | David Duchovny, Chris Carter                |
| 142        | 3         | Hunger                           | Hungry                   | 21. Nov. 1999        | 23. Okt. 2000                         | Kim Manners      | Vince Gilligan                              |
| 143        | 4         | Millennium                       | Millennium               | 28. Nov. 1999        | 30. Okt. 2000                         | Thomas J. Wright | Vince Gilligan, Frank Spotnitz              |
| 144        | 5         | Masse mal Beschleunigung         | Rush                     | 5. Dez. 1999         | 6. Nov. 2000                          | Robert Lieberman | David Amann                                 |
| 145        | 6         | Das Glück des Henry Weems        | The Goldberg Variation   | 12. Dez. 1999        | 13. Nov. 2000                         | Thomas J. Wright | Jeffrey Bell                                |
| 146        | 7         | Tor zur Hölle                    | Orison                   | 9. Jan. 2000         | 20. Nov. 2000                         | Rob S. Bowman    | Chip Johannessen                            |
| 147        | 8         | Der unglaubliche Maleeni         | The Amazing Maleeni      | 16. Jan. 2000        | 27. Nov. 2000                         | Thomas J. Wright | Vince Gilligan, John Shiban, Frank Spotnitz |
| 148        | 9         | Schlangen                        | Signs & Wonders          | 23. Jan. 2000        | 4. Dez. 2000                          | Kim Manners      | Jeffrey Bell                                |
| 149        | 10        | Alte Seelen – Teil 1             | Sein Und Zeit (1)        | 6. Feb. 2000         | 11. Dez. 2000                         | Michael Watkins  | Chris Carter, Frank Spotnitz                |
| 150        | 11        | Sternenlicht – Teil 2            | Closure (2)              | 13. Feb. 2000        | 18. Dez. 2000                         | Kim Manners      | Chris Carter, Frank Spotnitz                |
| 151        | 12        | Vollmond                         | X-Cops                   | 20. Feb. 2000        | 15. Jan. 2001                         | Michael Watkins  | Vince Gilligan                              |
| 152        | 13        | Game Over                        | First Person Shooter     | 27. Feb. 2000        | 29. Jan. 2001                         | Chris Carter     | William Gibson, Tom Maddox                  |
| 153        | 14        | Zauberstaub                      | Theef                    | 12. März 2000        | 8. Jan. 2001                          | Kim Manners      | Vince Gilligan, John Shiban, Frank Spotnitz |
| 154        | 15        | Cobra                            | En Ami                   | 19. März 2000        | 22. Jan. 2001                         | Rob S. Bowman    | William B. Davis                            |
| 155        | 16        | Zerbrochene Spiegel              | Chimera                  | 2. Apr. 2000         | 5. Feb. 2001                          | Cliff Bole       | David Amann                                 |
| 156        | 17        | Augenblicke                      | all things               | 9. Apr. 2000         | 12. Feb. 2001                         | Gillian Anderson | Gillian Anderson                            |
| 157        | 18        | Nikotin                          | Brand X                  | 16. Apr. 2000        | 19. Feb. 2001                         | Kim Manners      | Steven Maeda, Greg Walker                   |
| 158        | 19        | Hollywood                        | Hollywood A. D.          | 30. Apr. 2000        | 26. Feb. 2001                         | David Duchovny   | David Duchovny                              |
| 159        | 20        | 27.000.000 : 1                   | Fight Club               | 7. Mai 2000          | 5. März 2001                          | Paul Shapiro     | Chris Carter                                |
| 160        | 21        | Drei Wünsche                     | Je Souhaite              | 14. Mai 2000         | 12. März 2001                         | Vince Gilligan   | Vince Gilligan                              |
| 161        | 22        | Alles beginnt in Oregon – Teil 1 | Requiem (1)              | 21. Mai 2000         | 19. März 2001                         | Kim Manners      | Chris Carter                                |

## Staffel 8
Die Erstausstrahlung der achten Staffel war vom 5. November 2000 bis zum 20. Mai 2001 auf dem US-amerikanischen Sender Fox zu sehen. Die deutschsprachige Erstausstrahlung sendete der deutsche Free-TV-Sender ProSieben vom 25. September 2001 bis zum 25. Februar 2002.
| Nr. (ges.) | Nr. (St.) | Deutscher Titel           | Originaltitel             | Erstausstrahlung USA | Deutschsprachige Erstausstrahlung (D) | Regie           | Drehbuch                                       |
| ---------- | --------- | ------------------------- | ------------------------- | -------------------- | ------------------------------------- | --------------- | ---------------------------------------------- |
| 162        | 1         | Verschwunden – Teil 2     | Within (2)                | 5. Nov. 2000         | 24. Sep. 2001                         | Kim Manners     | Chris Carter                                   |
| 163        | 2         | Gibson Praise – Teil 3    | Without (3)               | 12. Nov. 2000        | 1. Okt. 2001                          | Kim Manners     | Chris Carter                                   |
| 164        | 3         | Klauen und Zähne          | Patience                  | 19. Nov. 2000        | 8. Okt. 2001                          | Chris Carter    | Chris Carter                                   |
| 165        | 4         | Gesteinigt                | Roadrunners               | 26. Nov. 2000        | 15. Okt. 2001                         | Rod Hardy       | Vince Gilligan                                 |
| 166        | 5         | Billy                     | Invocation                | 3. Dez. 2000         | 22. Okt. 2001                         | Richard Compton | David Amann                                    |
| 167        | 6         | Rückwärts                 | Redrum                    | 10. Dez. 2000        | 5. Nov. 2001                          | Peter Markle    | Steven Maeda, Idee: Steven Maeda, Daniel Arkin |
| 168        | 7         | Via Negativa              | Via Negativa              | 17. Dez. 2000        | 29. Okt. 2001                         | Tony Wharmby    | Frank Spotnitz                                 |
| 169        | 8         | Fenster der Seele         | Surekill                  | 7. Jan. 2001         | 12. Nov. 2001                         | Terrence O’Hara | Greg Walker                                    |
| 170        | 9         | Schlaues Metall           | Salvage                   | 14. Jan. 2001        | 19. Nov. 2001                         | Rod Hardy       | Jeffrey Bell                                   |
| 171        | 10        | Hier und nicht hier       | Badlaa                    | 21. Jan. 2001        | 26. Nov. 2001                         | Tony Wharmby    | John Shiban                                    |
| 172        | 11        | Der Seelenesser           | The Gift                  | 4. Feb. 2001         | 3. Dez. 2001                          | Kim Manners     | Frank Spotnitz                                 |
| 173        | 12        | Underground               | Medusa                    | 11. Feb. 2001        | 10. Dez. 2001                         | Richard Compton | Frank Spotnitz                                 |
| 174        | 13        | Frucht des Leibes         | Per Manum                 | 18. Feb. 2001        | 17. Dez. 2001                         | Kim Manners     | Chris Carter, Frank Spotnitz                   |
| 175        | 14        | Es ist zu spät – Teil 1   | This Is Not Happening (1) | 25. Feb. 2001        | 7. Jan. 2002                          | Kim Manners     | Chris Carter, Frank Spotnitz                   |
| 176        | 15        | Lebendig tot – Teil 2     | DeadAlive (2)             | 1. Apr. 2001         | 14. Jan. 2002                         | Tony Wharmby    | Chris Carter, Frank Spotnitz                   |
| 177        | 16        | Drei Worte                | Three Words               | 8. Apr. 2001         | 21. Jan. 2002                         | Tony Wharmby    | Chris Carter, Frank Spotnitz                   |
| 178        | 17        | Feuer und Asche           | Empedocles                | 15. Apr. 2001        | 28. Jan. 2002                         | Barry K. Thomas | Greg Walker                                    |
| 179        | 18        | Sie kommen                | Vienen                    | 22. Apr. 2001        | 4. Feb. 2002                          | Rod Hardy       | Steven Maeda                                   |
| 180        | 19        | Augenlicht                | Alone                     | 6. Mai 2001          | 11. Feb. 2002                         | Frank Spotnitz  | Frank Spotnitz                                 |
| 181        | 20        | Einer von vielen – Teil 1 | Essence (1)               | 13. Mai 2001         | 18. Feb. 2002                         | Kim Manners     | Chris Carter                                   |
| 182        | 21        | William – Teil 2          | Existence (2)             | 20. Mai 2001         | 25. Feb. 2002                         | Kim Manners     | Chris Carter                                   |

## Staffel 9
Die Erstausstrahlung der neunten Staffel war vom 11. November 2001 bis zum 19. Mai 2002 auf dem US-amerikanischen Sender Fox zu sehen. Die deutschsprachige Erstausstrahlung sendete der deutsche Free-TV-Sender Pro7 vom 14. Oktober 2002 bis zum 24. Februar 2003.
| Nr. (ges.) | Nr. (St.) | Deutscher Titel           | Originaltitel                        | Erstausstrahlung USA | Deutschsprachige Erstausstrahlung (D) | Regie             | Drehbuch                                                         |
| ---------- | --------- | ------------------------- | ------------------------------------ | -------------------- | ------------------------------------- | ----------------- | ---------------------------------------------------------------- |
| 183        | 1         | Unter Wasser – Teil 1     | Nothing Important Happened Today (1) | 11. Nov. 2001        | 14. Okt. 2002                         | Kim Manners       | Chris Carter, Frank Spotnitz                                     |
| 184        | 2         | Adam und Eva – Teil 2     | Nothing Important Happened Today (2) | 18. Nov. 2001        | 21. Okt. 2002                         | Tony Wharmby      | Chris Carter, Frank Spotnitz                                     |
| 185        | 3         | Daemonicus                | Dæmonicus                            | 2. Dez. 2001         | 11. Nov. 2002                         | Frank Spotnitz    | Frank Spotnitz                                                   |
| 186        | 4         | 4-D                       | 4-D                                  | 9. Dez. 2001         | 4. Nov. 2002                          | Tony Wharmby      | Steven Maeda                                                     |
| 187        | 5         | Der Herr der Fliegen      | Lord of the Flies                    | 16. Dez. 2001        | 25. Nov. 2002                         | Kim Manners       | Thomas Schnauz                                                   |
| 188        | 6         | Schattenmann              | Trust No 1                           | 6. Jan. 2002         | 18. Nov. 2002                         | Tony Wharmby      | Chris Carter, Frank Spotnitz                                     |
| 189        | 7         | Desaparecido              | John Doe                             | 13. Jan. 2002        | 2. Dez. 2002                          | Michelle MacLaren | Vince Gilligan                                                   |
| 190        | 8         | Häutungen                 | Hellbound                            | 27. Jan. 2002        | 28. Okt. 2002                         | Kim Manners       | David Amann                                                      |
| 191        | 9         | Drohungen – Teil 1        | Provenance (1)                       | 3. März 2002         | 13. Jan. 2003                         | Kim Manners       | Chris Carter, Frank Spotnitz                                     |
| 192        | 10        | Die Prophezeiung – Teil 2 | Providence (2)                       | 10. März 2002        | 20. Jan. 2003                         | Chris Carter      | Chris Carter, Frank Spotnitz                                     |
| 193        | 11        | Audrey                    | Audrey Pauley                        | 17. März 2002        | 16. Dez. 2002                         | Kim Manners       | Steven Maeda                                                     |
| 194        | 12        | Der Mörder in mir         | Underneath                           | 31. März 2002        | 9. Dez. 2002                          | John Shiban       | John Shiban                                                      |
| 195        | 13        | Sechs und neun            | Improbable                           | 7. Apr. 2002         | 30. Dez. 2002                         | Chris Carter      | Chris Carter                                                     |
| 196        | 14        | Unter dem Bett            | Scary Monsters                       | 14. Apr. 2002        | 27. Jan. 2003                         | Dwight H. Little  | Thomas Schnauz                                                   |
| 197        | 15        | Helden                    | Jump the Shark                       | 21. Apr. 2002        | 3. Feb. 2003                          | Cliff Bole        | Vince Gilligan, John Shiban, Frank Spotnitz                      |
| 198        | 16        | Zum Wohle des Kindes      | William                              | 28. Apr. 2002        | 17. Feb. 2003                         | David Duchovny    | Chris Carter, Idee: David Duchovny, Frank Spotnitz, Chris Carter |
| 199        | 17        | Erlösung                  | Release                              | 5. Mai 2002          | 10. Feb. 2003                         | Kim Manners       | David Amann, Idee: John Shiban, David Amann                      |
| 200        | 18        | Die perfekte Familie      | Sunshine Days                        | 12. Mai 2002         | 23. Dez. 2002                         | Vince Gilligan    | Vince Gilligan                                                   |
| 201        | 19        | Die Wahrheit – Teil 1     | The Truth (1)                        | 19. Mai 2002         | 24. Feb. 2003                         | Kim Manners       | Chris Carter                                                     |
| 202        | 20        | Die Wahrheit – Teil 2     | The Truth (2)                        | 19. Mai 2002         | 24. Feb. 2003                         | Kim Manners       | Chris Carter                                                     |

## Staffel 10
Die Erstausstrahlung war vom 24. Januar bis 22. Februar 2016 beim US-amerikanischen Sender Fox zu sehen. Die deutschsprachige Erstausstrahlung sendete bis Episode 3 der Schweizer Free-TV-Sender 3+ vom 3. Februar bis 17. Februar 2016, ab Episode 4 4+ vom 23. Februar bis 8. März 2016.
| Nr. (ges.) | Nr. (St.) | Deutscher Titel                         | Originaltitel                           | Erstausstrahlung USA | Deutschsprachige Erstausstrahlung (3+) | Regie        | Drehbuch                   | Zuschauer (USA) |
| ---------- | --------- | --------------------------------------- | --------------------------------------- | -------------------- | -------------------------------------- | ------------ | -------------------------- | --------------- |
| 203        | 1         | Der Kampf                               | My Struggle                             | 24. Jan. 2016        | 3. Feb. 2016                           | Chris Carter | Chris Carter               | 16,19 Mio.      |
| 204        | 2         | Gründer-Mutation                        | Founder’s Mutation                      | 25. Jan. 2016        | 10. Feb. 2016                          | James Wong   | Chris Carter, James Wong   | 9,67 Mio.       |
| 205        | 3         | Mulder und Scully gegen das Wer-Monster | Mulder and Scully Meet the Were-Monster | 1. Feb. 2016         | 17. Feb. 2016                          | Darin Morgan | Chris Carter, Darin Morgan | 8,37 Mio.       |
| 206        | 4         | Heimat                                  | Home Again                              | 8. Feb. 2016         | 23. Feb. 2016 (4+)                     | Glen Morgan  | Chris Carter, Glen Morgan  | 8,31 Mio.       |
| 207        | 5         | Babylon                                 | Babylon                                 | 15. Feb. 2016        | 1. Mar. 2016 (4+)                      | Chris Carter | Chris Carter               | 7,07 Mio.       |
| 208        | 6         | Der Kampf II                            | My Struggle II                          | 22. Feb. 2016        | 8. Mar. 2016 (4+)                      | Chris Carter | Chris Carter               | 7,60 Mio.       |

## Staffel 11
Die Erstausstrahlung der elften Staffel war vom 3. Januar bis 21. März 2018 beim US-amerikanischen Sender Fox zu sehen. Die deutschsprachige Erstausstrahlung sendete der deutsche Free-TV-Sender ProSieben vom 28. Februar bis 18. April 2018.
| Nr. (ges.) | Nr. (St.) | Deutscher Titel           | Originaltitel                  | Erstausstrahlung USA | Deutschsprachige Erstausstrahlung (D) | Regie        | Drehbuch                        | Zuschauer (USA) |
| ---------- | --------- | ------------------------- | ------------------------------ | -------------------- | ------------------------------------- | ------------ | ------------------------------- | --------------- |
| 209        | 1         | Der Kampf III             | My Struggle III                | 3. Jan. 2018         | 28. Feb. 2018                         | Chris Carter | Chris Carter                    | 5,15 Mio.       |
| 210        | 2         | Dieses Leben, jenes Leben | This                           | 10. Jan. 2018        | 28. Feb. 2018                         | Glen Morgan  | Glen Morgan                     | 3,95 Mio.       |
| 211        | 3         | Galgenmännchen            | Plus One                       | 17. Jan. 2018        | 7. März 2018                          | Kevin Hooks  | Chris Carter                    | 3,95 Mio.       |
| 212        | 4         | Der Mandela-Effekt        | The Lost Art of Forehead Sweat | 24. Jan. 2018        | 14. März 2018                         | Darin Morgan | Darin Morgan                    | 3,87 Mio.       |
| 213        | 5         | Ghouli                    | Ghouli                         | 31. Jan. 2018        | 21. März 2018                         | James Wong   | James Wong                      | 3,64 Mio.       |
| 214        | 6         | Kätzchen                  | Kitten                         | 7. Feb. 2018         | 28. März 2018                         | Carol Banker | Gabe Rotter                     | 3,74 Mio.       |
| 215        | 7         | Rm9sbG93ZXJz              | Rm9sbG93ZXJz                   | 28. Feb. 2018        | 4. Apr. 2018                          | Glen Morgan  | Shannon Hamblin & Kristen Cloke | 3,23 Mio.       |
| 216        | 8         | Das Tor zur Hölle         | Familiar                       | 7. März 2018         | 11. Apr. 2018                         | Holly Dale   | Benjamin van Allen              | 3,46 Mio.       |
| 217        | 9         | Nichts währt ewig         | Nothing Lasts Forever          | 14. März 2018        | 11. Apr. 2018                         | James Wong   | Karen Nielsen                   | 3,01 Mio.       |
| 218        | 10        | Der Kampf IV              | My Struggle IV                 | 21. März 2018        | 18. Apr. 2018                         | Chris Carter | Chris Carter                    | 3,43 Mio.       |